# Levantamiento de Chindawol
El levantamiento de Chindawol fue una insurrección que tuvo lugar el 23 de junio de 1979 en el distrito de Chindawol en la ciudad vieja de Kabul, Afganistán. 

## Levantamiento

### Insurgencia civil
La rebelión fue causada por los arrestos de académicos y combatientes influyentes de las comunidades de musulmanes chiitas de la ciudad (hazaras y qizilbashs) por parte del gobierno del Partido Democrático Popular de Afganistán. Chindawol estaba predominantemente poblada por estas comunidades. Las protestas comenzaron cuando los residentes atacaron y destrozaron una estación de policía ese día, marchando por las calles y en Joda-i Maiwand mientras gritaban consignas religiosas y antigubernamentales. Participaron varios miles.

### Represión
El gobierno los reprimió brutalmente en una batalla de cuatro horas y alrededor de 2000 hazaras fueron arrestados y ejecutados.
Fue el primer levantamiento popular de 1979 que se produjo en Kabul.